# Jean Chassang
Jean Chassang (Désertines, 8 februari 1951) is een Frans voormalig wielrenner. Hij was beroepsrenner tussen 1975 en 1984.

## Belangrijkste overwinningen
1973
Eindklassement Tour Nivernais Morvan
Grote Prijs van de Trinité
1977
Internationaal Wegcriterium
1978
3e etappe Ronde van Luxemburg
1979
6e etappe Parijs-Nice
1e en 3e etappe Ronde van Corsica
5e etappe Ronde van de Limousin
1981
Frans kampioen veldrijden
Grote Prijs van Rennes

## Resultaten in voornaamste wedstrijden
| Jaar | Ronde van Italië | Ronde van Frankrijk | Ronde van Spanje |
| ---- | ---------------- | ------------------- | ---------------- |
| 1975 |                  |                     |                  |
| 1976 |                  | opgave              |                  |
| 1977 |                  | buiten tijd         |                  |
| 1978 |                  |                     |                  |
| 1979 |                  | 35e                 |                  |
| 1980 |                  | 74e                 |                  |
| 1981 |                  | 70e                 |                  |
| 1982 |                  | 80e                 |                  |
| 1983 |                  |                     |                  |
| 1984 |                  |                     |                  |

| Jaar | Milaan-San Remo | Parijs-Roubaix | Amstel Gold Race | Luik-Bast.‑Luik | Ronde van Lombardije | Parijs-Tours | Parijs-Brussel | Bretagne Classic |  | WK op de weg |
| ---- | --------------- | -------------- | ---------------- | --------------- | -------------------- | ------------ | -------------- | ---------------- |  | ------------ |
| 1975 |                 |                |                  |                 |                      | 71e          |                |                  |  |              |
| 1976 |                 |                |                  |                 |                      | 27e          |                | 5e               |  |              |
| 1977 |                 |                |                  | 11e             |                      | 55e          | 12e            |                  |  |              |
| 1978 |                 |                |                  |                 | 13e                  | 18e          |                | 8e               |  |              |
| 1979 | 53e             |                |                  |                 |                      | 53e          |                | Zilver           |  | 17e          |
| 1980 |                 |                | 4e               |                 |                      | 34e          |                |                  |  |              |
| 1981 |                 | 9e             |                  |                 |                      | 11e          |                |                  |  |              |
| 1982 |                 |                |                  |                 |                      |              |                |                  |  |              |
| 1983 |                 |                | 30e              |                 |                      |              |                |                  |  |              |
| 1984 |                 |                |                  |                 |                      | 61e          |                |                  |  |              |

Wielerploegen van Jean Chassang
Arbès · 
Ceulen ·
Chalmel ·
Chassang ·
De Temmerman ·
Dillen ·
Hinault · 
Karstens ·
Lapébie ·
Le Guilloux ·
Leleu ·
Martin ·
Mariano Martínez ·
Martin Martínez ·
Mintkiewicz · 
Quilfen ·
A. Santy ·
G. Santy ·
Teirlinck ·
Van Impe · 

Meslet (stagiair)
Arbès · 
Bossis ·
Chalmel ·
Chassang ·
Dillen ·
Fussien ·
Guimard (tot 15/02) ·
Hinault · 
Leleu ·
Martin ·
Meslet ·
Mintkiewicz · 
Quilfen ·
Santy ·
Teirlinck ·
Van Impe ·
Vasseur ·
Villemiane
Arbès ·
Berland ·
Bossis ·
Chalmel ·
Chassang ·
Chaumaz ·
Cluzaud ·
Hinault · 
Meslet ·
Mintkiewicz · 
Moneyron ·
Perin ·
Quilfen ·
Teirlinck ·
Vasseur ·
Villemiane
Arbès ·
Becaas ·
Berland ·
Bernaudeau ·
Bertin ·
Bossis ·
Chalmel ·
Chassang ·
Chaumaz ·
Cluzaud ·
Didier ·
Hinault · 
Jacobs (tot 30/06) · 
Quilfen ·
Teirlinck ·
Villemiane ·
Vincendeau
Arbès ·
Becaas ·
Berland ·
Bernaudeau ·
Bertin ·
Chalmel ·
Chassang ·
Chaumaz ·
Cluzaud ·
Didier ·
Hinault · 
Le Guilloux ·
Quilfen ·
Villemiane ·
Vincendeau
Arbès ·
Becaas ·
Berland ·
Bernaudeau ·
Bertin ·
Bonnet ·
Chalmel ·
Chassang ·
Chaumaz ·
Cluzaud ·
Didier ·
Hinault  · 
Le Bris ·
Le Guilloux ·
Madiot ·
Quilfen ·
Villemiane ·
Vincendeau